# Robert Anton Wilson
Robert Anton Wilson también conocido como RAW (Nueva York, 18 de enero de 1932 - 11 de enero de 2007) fue un novelista estadounidense, además de ensayista, psicólogo, ocultista e investigador de teorías de conspiración. Wilson decía que el objetivo de sus obras era llevar la gente al agnosticismo, no solo de Dios sino de todo.

## Obras
Su obra más conocida es la trilogía The Illuminatus! (1975), escrita junto a Robert Shea, que trata humorísticamente sobre la paranoia estadounidense acerca de las conspiraciones de sociedades secretas. Concebido como sátira de las teorías de la conspiración de distintas ideologías, el propio autor ha dicho en más de una ocasión que no pretende que sean tomadas en serio. No obstante, gran parte del juego alrededor de las producciones literarias de Wilson consiste precisamente en crear al lector una fuerte duda acerca de lo que es real y lo que no, trazando extrañas teorías alternativas a partir de hechos históricos.
En El martillo cosmico I: el último secreto de los Illuminati (1977) y otros trabajos, examina el discordianismo, sufismo, futurología, budismo zen, Dennis y Terence McKenna, las prácticas ocultistas de Aleister Crowley y Gurdjieff, los Illuminati y la masonería, yoga, y otros sistemas esotéricos o filosofías contraculturales. Es esta también su obra filosóficamente más directa, en cuanto a que mediante el concepto de Chapel Perilous relata experiencias y desarrolla teorías acerca de lo que implica el derrumbe de la interpretación fija personal de la realidad en el individuo, y su relación con sistemas místicos y esotéricos como el del ya mencionado Aleister Crowley. Da también allí una multitud de interpretaciones personales a las alteraciones perceptuales que en otros sistemas son conocidos como "Guardián del Umbral/Ángel de la Presencia", "Noche Oscura del Alma", o "Sagrado Ángel Guardián".
Wilson defendió el modelo de consciencia de los 8 circuitos de Timothy Leary y la ingeniería lingüística/neurosomática, sobre la que escribe en Prometheus Rising (1983, revisado en 1997) y Quantum Psychology (1990), libros que contienen técnicas prácticas para liberarnos de nuestros túneles de realidad. Con Leary ayudó a promover las ideas futuristas de «colonización del espacio» (Space migration), «transhumanismo» (Intelligence increase) y «extensión de la vida» (Life extension) (SMI2LE) como la próxima evolución del ser humano.

## Pensamiento político
Robert Anton Wilson durante sus primeros trabajos fue anarquista; sin embargo, posteriormente concluyó que el anarquismo era un «ideal impracticable». No obstante siguió considerándose libertario pero apoyando gobiernos limitados. Robert Anton Wilson adhirió al «anarquismo mutualista-individualista de Proudhon, Josiah Warren, S.P. Andrews, Lysander Spooner y Benjamin Tucker». Apoyó la idea de una renta básica universal en el ensayo "The RICH Economy" que se encuentra en The Illuminati Papers. Aunque algunas fuentes lo definen como un filósofo libertario, en un artículo crítico del capitalismo Wilson se autoidentificó como un socialista libertario. En su libro Right now where you are sitting now elogia al economista anarquista alemán Silvio Gesell.

## Documental
Maybe Logic: The Lives and Ideas of Robert Anton Wilson, un documental sobre la vida de RAW, es distribuido en DVD desde el 30 de mayo de 2006.

## Bibliografía

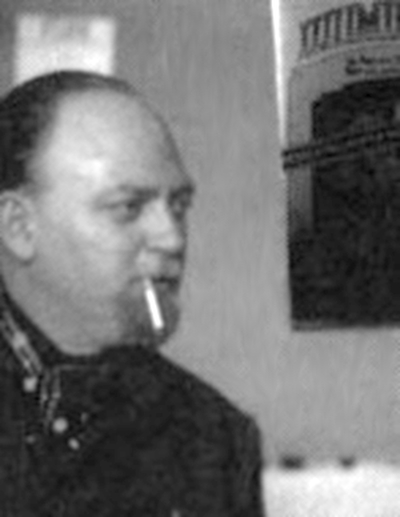
Wilson en 1977.

## Discografía parcial
- A Meeting with Robert Anton Wilson
- Religion for the Hell of It
- H.O.M.E.s on LaGrange
- The New Inquisition
- The H.E.A.D. Revolution
- Prometheus Rising
- The Inner Frontier (con Timothy Leary)
- The Magickal Movement: Present & Future (con Margot Adler, Isaac Bonewits y Selena Fox)
- Magick Changing the World, the World Changing Magick (con AmyLee, Isaac Bonewits, Selena Fox y Jeff Rosenbaum)
- The Once & Future Legend (con Ariana Lightningstorm, Patricia Monaghan, Jeff Rosenbaum, Rev. Ivan Stang y Robert Shea)
- What IS the Conspiracy, Anyway? (con Anodea Judith, Jeff Rosenbaum, Rev. Ivan Stang y Robert Shea)
- The Chocolate-Biscuit Conspiracy con The Golden Horde (1984)
- Twelve Eggs in a Basket